# Mondoñedo
Mondoñedo es un municipio y localidad española del norte de la provincia de Lugo, en la comunidad autónoma de Galicia. Situado en la comarca de La Mariña Central, de la cual es capital, el término municipal cuenta con una población de 3352 habitantes (INE 2024). Es sede del partido judicial n.º 1 de la provincia de Lugo. Mondoñedo tiene sede episcopal compartida con Ferrol, aunque el obispo reside en esta última. Fue capital de una de las siete provincias históricas gallegas hasta 1833. Pertenece a la asociación Los Pueblos Más Bonitos de España.

## Toponimia
El topónimo Mondoñedo procede probablemente del término indoeuropeo *mund (que significa 'monte'), más la forma celta onna ('fuente' o 'río', como en Oñate, Santoña o Garona) con el añadido del sufijo de refuerzo -etu, lo que se correspondería con la abundancia de ríos y fuentes en la zona. Tras la romanización, adquirió el nombre de Mindunietum.

## Geografía
Integrado en la comarca de La Mariña Central, de la que ejerce de capital, se sitúa a 61 km de la capital provincial. El término municipal está atravesado por la autovía del Cantábrico (A-8) y por la carretera nacional N-634, entre los pK 584 y 600, además de por las carreteras provinciales LU-160 (Mondoñedo-Ferreira) y LU-122, que conecta con Lourenzá y Riotorto, y por carreteras locales que permiten la comunicación entre las parroquias del municipio. 
El relieve del municipio es irregular, con zonas montañosas y valles labrados por pequeños ríos y regatos. El río Masma es el curso de agua más importante, el cual se forma por la unión de varios regatos que nacen de las sierras cercanas. La serra da Toxiza ocupa la zona noroccidental mientras que por el sur se alza a la serra de Lourenzá. La altitud oscila entre los 833 m al noroeste (A Toxiza) y los 40 m a orillas del río Masma. La capital municipal se alza a 141 m sobre el nivel del mar. 

### Organización territorial
El municipio está formado por ciento cinco entidades de población distribuidas en catorce parroquias:
- Argomoso (San Pedro)
- Coubueira (Santa María Magdalena)[6]
- Figueiras (San Martiño)
- Lindín (Santiago)
- Masma (San Andrés)[5]
- Mayor[3][4]
- Mondoñedo (Santiago de Afuera)[3][4]
- Nuestra Señora de los Remedios de Mondoñedo[3]
- Nuestra Señora del Carmen de Afuera de Mondoñedo[3][4]
- Oirán (San Esteban)[3]
- San Vicente de Mondoñedo[3][4][5]
- Sasdónigas (San Lorenzo)[3]
- Villamayor (Santa María)[3]
- Viloalle (Santa María)

### Ubicación
| Noroeste: Alfoz       | Norte: Foz     | Noreste: Lorenzana |
| Oeste: Alfoz y Abadín |                | Este: Lorenzana    |
| Suroeste: Abadín      | Sur: Pastoriza | Sureste: Riotorto  |

## Historia
En Gallaecia, una zona igualmente de fuerte sustrato celta, hubo una inmigración britana en la zona de Mondoñedo, que continuó durante la existencia del reino suevo. Precisamente la sede episcopal de dicho nombre es la heredera directa de la sede conocida como Britonia o Bretoña, que fue el obispado britano durante el reino visigodo de Toledo. Finalmente estas poblaciones, como anteriormente las celtas galaicas, perdieron su idioma propio y se latinizaron.

La primera mención expresa de Mondoñedo es de 1112: Urraca I de León traslada la Sede Episcopal de San Martiño de Mondoñedo a Vilamaior do Val de Brea, o Valibria, la actual Mondoñedo. En 1156 Alfonso VII de León le concede la categoría de ciudad. La Sede Episcopal se traslada a Ribadeo entre 1182 y 1230 para fomentar el poblamiento de esta vila.

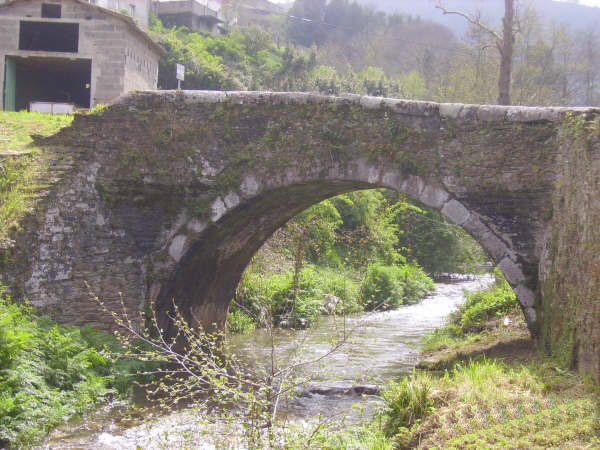
Puente del Pasatiempo.

El episodio más sonado de la historia antigua de Mondoñedo fue la decapitación del mariscal Pardo de Cela. Acusado de traición y apresado en su castillo de la Frouxeira, su mujer obtuvo el perdón de la reina Isabel la Católica, pero los enemigos del mariscal detuvieron a los portadores del indulto real en el puente del Pasatiempo el tiempo preciso para que fuese ejecutado.
La localidad mindoniense fue la capital de la provincia de Mondoñedo, una de las siete históricas provincias gallegas hasta la división territorial de España en 1833 por Javier de Burgos, que desde entonces apenas ha sufrido modificaciones.
Pertenece a la asociación Los Pueblos Más Bonitos de España desde el año 2018.

## Demografía
Cuenta con una población de 3352 habitantes (INE 2024).
| Gráfica de evolución demográfica de Mondoñedo entre 1842 y 2021                                                       |
| |
| Población de derecho según los censos de población del INE. Población de hecho según los censos de población del INE. |

La evolución demográfica del ayuntamiento presenta una pérdida demográfica desde principios del siglo XX. Desde la década de 1900 hasta la década de 1940 los censos decenales mostraban una progresiva disminución de la población mindoniense, hasta el momento en que tiene lugar una cierta recuperación vinculada a la finalización de la Guerra Civil (1936-1939), empezando de nuevo la disminución de la población hasta el día de hoy. La consecuencia de esta disminución de la población es debido al crecimiento vegetativo de signo negativo y la emigración.

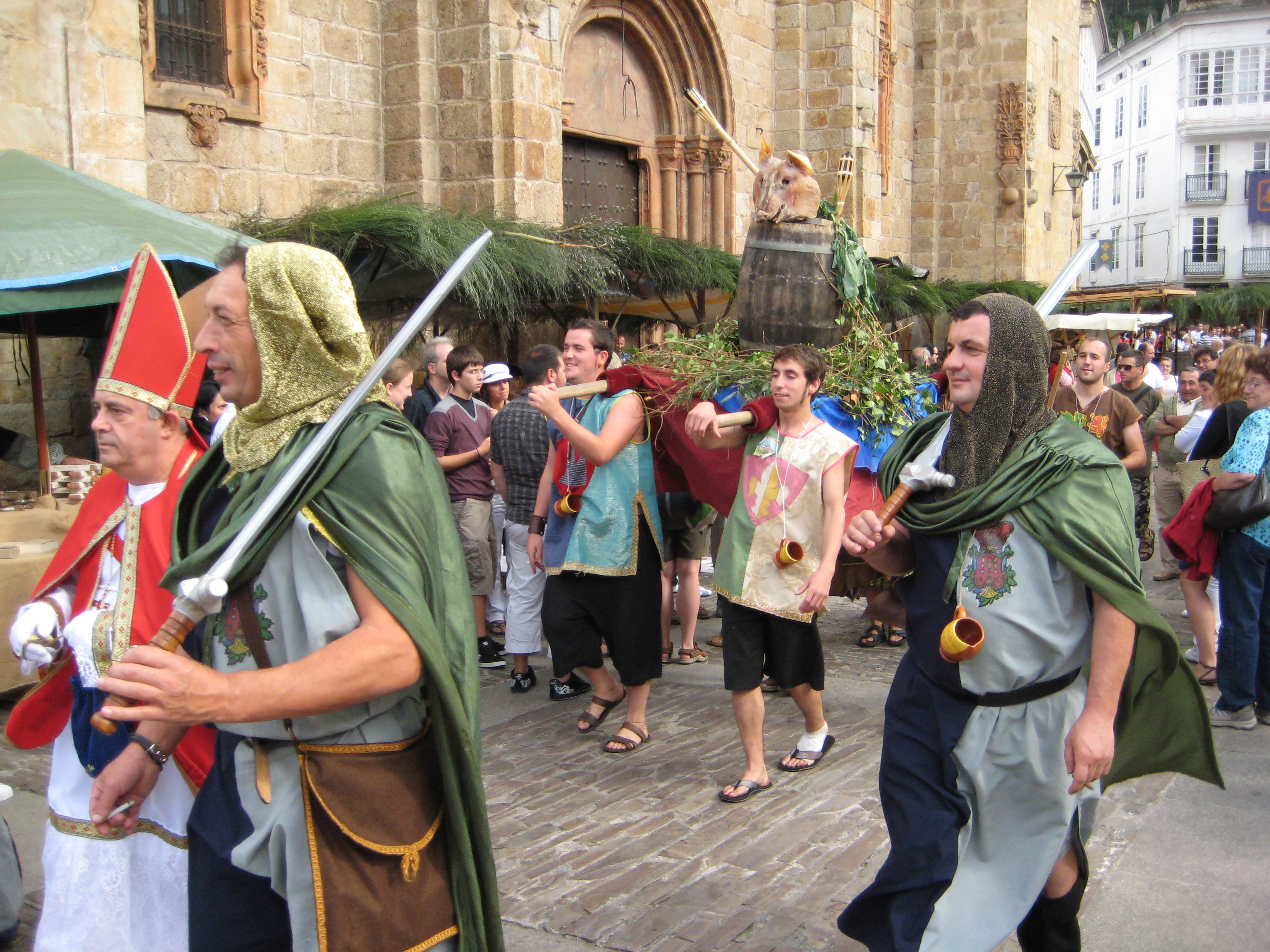
Desfile en la feria medieval de Mondoñedo.

No obstante, en los últimos años, el aumento de la natalidad y la creciente llegada de inmigrantes a la ciudad auguran, cuando menos, una estabilización de la situación. En Mondoñedo, actualmente, el índice de natalidad va en aumento. Si hasta finales del siglo XX el índice descendía con el paso de los años, a partir de 2001 comenzó una importante tendencia ascendente. Se llegó, en un único lustro, a casi duplicar los valores de natalidad obtenidos en el año 2000.
Otro factor importante a la hora de hablar de tendencias demográficas es la inmigración. En los últimos años creció considerablemente el número de personas llegadas al municipio desde fuera de España. Los inmigrantes, en buena parte africanos y americanos, vienen a trabajar mayoritariamente en el sector de la construcción. Si en el año 1996 sólo residían 11 extranjeros en Mondoñedo, situación que se mantuvo hasta 1999, los datos del último censo confirman un considerable incremento. En 2006 ya había 136 extranjeros en la ciudad, de los cuales 36 habían llegado de África y 55 de América.

## Patrimonio

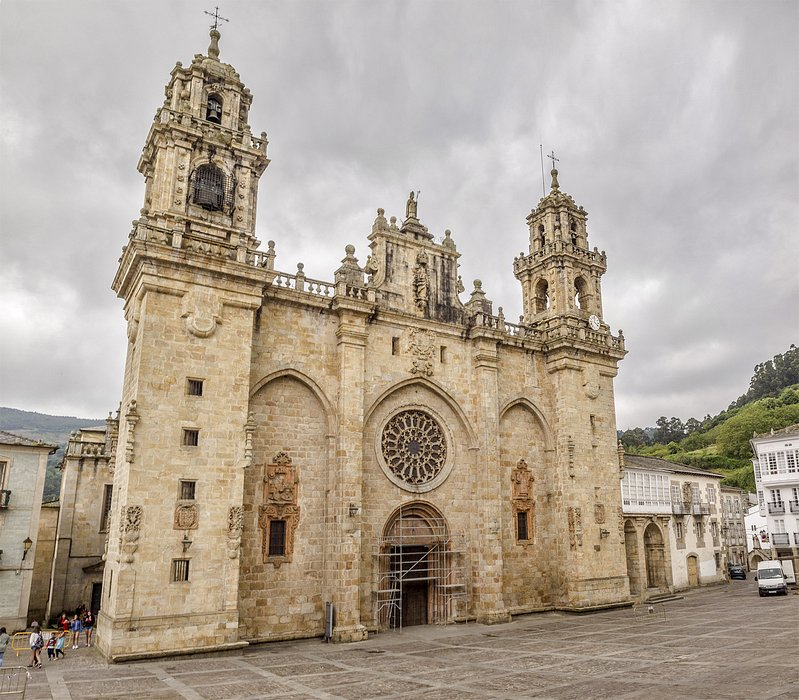
Catedral de Mondoñedo.

El casco viejo de la ciudad, declarado conjunto histórico-artístico en 1985, tiene como centro la plaza de la catedral, monumento nacional construido en el siglo XIII y hacia donde confluyen todas las calles de la villa, en el año 2015 la UNESCO la declara patrimonio de la Humanidad así como al camino del norte de Santiago que atraviesa  la localidad. En Mondoñedo destacan otros edificios como el santuario de los Remedios, construido a mediados del siglo XVIII, el hospital de San Pablo, construido en la misma época, el convento de la Concepción, la iglesia de Santiago, el monasterio de Los Picos y el Real Seminario Conciliar de Santa Catalina del siglo XVIII.
El paisaje arquitectónico de la localidad se caracteriza por los tejados de losa de las casas que terminan en unos picos de piedra típicos llamados "ameas" para protegerse contra el viento. La ciudad de Mondoñedo es uno de los puntos por los que pasa el Camino de Santiago, siendo lugar de descanso para los peregrinos. Aparece vinculada históricamente con la diócesis de Britonia —muy posiblemente abarcando tierras entre la Sierra del Gistral y la foz del río Navia— y con la llegada de población bretona procedente de la isla del mismo nombre en el siglo V. Entre estos, destaca la figura del obispo Mailoc.
El valle en el que se encuentra el municipio conserva numerosos restos arqueológicos como dólmenes, castros, como el de Zoñán y petroglifos, los cuales muestran que ya existían asentamientos en él desde el neolítico.

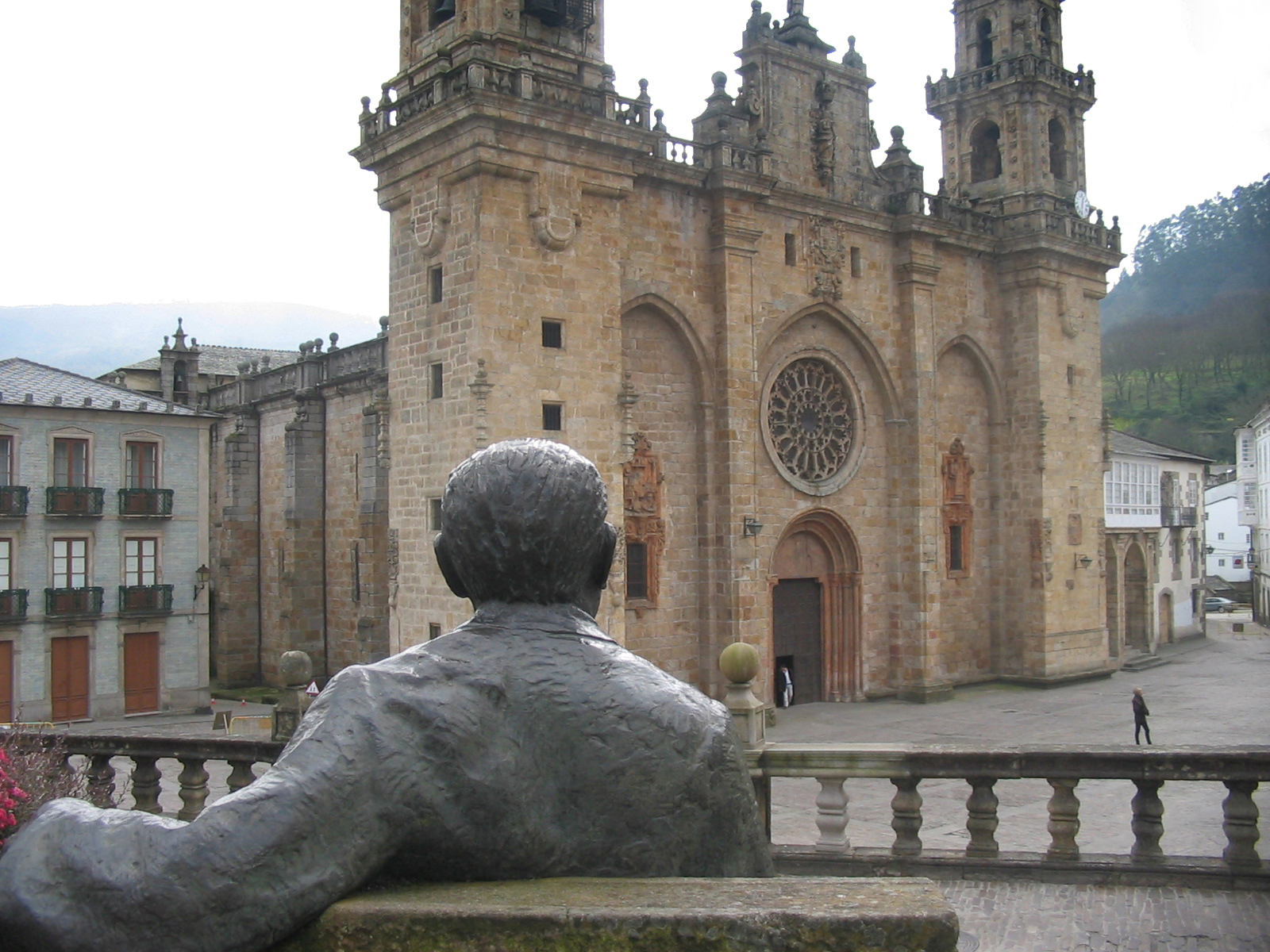
Vista de la catedral de Mondoñedo, monumento nacional desde 1902, contemplada desde la estatua en homenaje al escritor Álvaro Cunqueiro.

Posee uno de los albergues más cuidados para hacer el Camino del Norte del Camino de Santiago.
- Catedral de Mondoñedo. Fue construida por el obispo Martiño entre 1230 y 1248 y conserva la puerta románica primitiva. Cuenta con un rosetón ojival del siglo XIII; las vidrieras barrocas, las torres y el frontón son del siglo XVIII, mandados hacer por el obispo Muñoz y Salcedo. En el interior la cabecera es de estilo románico y se va volviendo en ojival conforme avanzan las naves. Por debajo de los dos órganos del siglo VIII hay pinturas murales del siglo XIV; unas representan el Degollamiento de los Inocentes y las otras cenas de la vida de San Pedro. El museo catedralicio "Santos San Cristóbal" fundado en 1969 contiene piezas arqueológicas de la catedral y de las parroquias vecinas, tallas pinturas, grabados, retablos y otros objetos litúrgicos. Anexo a la Catedral se halla el Palacio Episcopal, y frente a él los soportales de la preciosa Plaza de España, donde se halla la relajada estatua sedente de Don Álvaro Cunqueiro.
- Iglesia de Santiago. Es la única iglesia en el conjunto histórico que es "nueva", es por eso que se la conoce popularmente como Igrexa Nova. Fue construida gracias al obispo Fernández de Castro que, queriendo dotar a la parroquia de Santiago de sede propia y para poner fin a los enfrentamientos entre el párroco y los capitulares, decide alzar un edificio de nueva planta para albergarla. Las obras comenzaron en 1890, pero tuvieron que ser interrumpidas por falta de medios. A principios de 1900 era finalizada y consagrada.

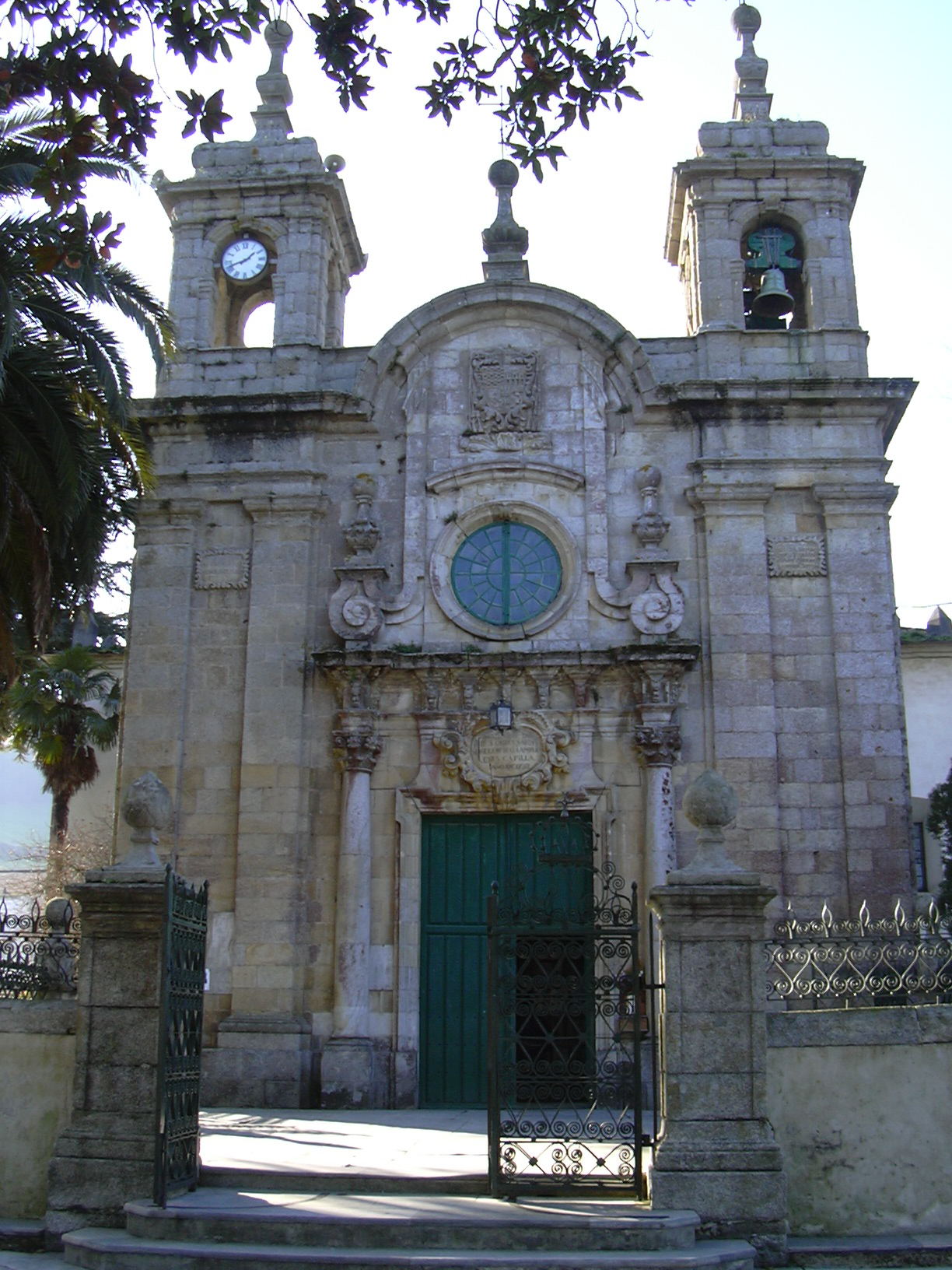
Santuario de los Remedios.

- Santuario de los Remedios, en la entrada de la ciudad se encuentra el Santuario de Nuestra Señora de los Remedios en cuyo interior se conserva el más hermoso conjunto barroco de Mondoñedo. El Santuario está en uno de los extremos del Campo de los Remedios, en un lugar que se conoce como Pena de Outeiro, en terrenos comprados en el año 1558 al cabildo con donaciones de un grupo de mindonienses. Su planta es de cruz latina, aunque sus naves cubiertas por bóvedas de cañón, parecen del mismo tamaño.
- Hospital de San Pablo, construido también en la misma época. Por encima de la puerta destacan el escudo de Mondoñedo y el propio Sarmiento. Se dice que Sarmiento tenía la "dolencia de la piedra" por las muchas construcciones que fomentó y que quiso abrir un canal por el río Masma para traer agua del mar hasta Mondoñedo.
- Alameda de los Remedios, situada entre el santuario de los Remedios y el hospital de San Pablo, fue plantada en 1594 por el regidor Luis de Luaces, que celebró la primera Fiesta del Árbol de Europa. Hay un monolito conmemorativo.
- Monasterio de la Alcántara, del siglo XVIII, abandonado en la actualidad. El ala lateral derecha actualmente está situado el albergue de peregrinos. Esta en proyecto la restauración del monasterio que junto con el auditorio municipal y la escuela de música integran la ciudad cultural de Álvaro Cunqueiro.
- Convento de la Concepción, de principios del siglo XVIII, construido para acoger a las monjas concepcionistas que habitaban el pazo de San Isidro en el Coto de Otero.
- Pazo del regidor Luaces, número 6 de la plaza Peña de Francia, de estilo gótico isabelino.Corría el año de 1594 cuando Luis de Luaces, regidor perpetuo de la ciudad de Mondoñedo, plantó la arboleda que está al partir de la ciudad, camino de Abadín, donde hay una ermita dedicada a Nosa Señora dos Remedios y dicen en esta tierra que cuando la plantó convocó a los comarcos y a todos los niños y les dio un gran banquete para que quedase en memoria de que él había sido el que había plantado la arboleda, motivo por el cual se celebra la actual fiesta de árbol en muchos lugares de Europa. Su hija Magdalena Fernández de Luaces Estoa y Miranda, casada con el almirante Gonzalo Méndez de Cancio y Donlebún, gobernador y capitán general de La Florida, a su regreso a España del continente americano en el año 1604, trae varias arcas con semillas de maíz, planta que se introduce en Europa a través de la siembra en los muchos lugares de Galicia y Asturias de que disponían estas familias. Las dichas arcas las conservan hoy descendientes de estas casas. De esa época se conservan en la catedral dos tarros con imagen de espigas de maíz.
- Consistorio Viejo, construido en el siglo XVI. Tiene un escudo de Carlos V en la fachada, un enrejado de hierro forjado y una imagen de San Roque, por un antiguo voto del ayuntamiento. Actualmente es la biblioteca municipal.
- Palacio Episcopal, incendiado en 1832 y restaurado posteriormente.
- Fonte Vella, construida en 1548 por el obispo Diego de Soto. Tiene los escudos de Carlos V y del propio obispo.
- Capilla de San Roque, se encuentra en la antigua calle de Lindín, es una capilla que acabó por bautizar a la calle. Levantada en el siglo XV se situaba en el antiguo camino real y a extramuros de la ciudad, los religiosos solían pedir de los obispos el juramento de los foros que la protegían antes de permitirles la entrada del siglo XV.
- Capilla de Santiago, en el barrio de Os Muíños está la capilla de Santiago cuya edificación data del año 1645 a manos de Jácome Montero.
- Ponte do Pastempo, en los Molinos de Arriba, donde los enemigos del mariscal Pardo de Cela detuvieron a los portadores del indulto real el tiempo preciso para que fuera ejecutado. Cruza el río Valiñadares, en el que hubo antiguamente muchos molinos. Tiene un único arco de medio punto de 7 metros de luz construido en cantería con gruesos muros y sobre el pasa la antigua calzada romana.
- Seminario Santa Catalina, es el mayor edificio de la ciudad y su origen se remonta a finales del siglo XVI, cuando por iniciativa del Regimiento de la ciudad, se decide solicitar del Concilio provincial la creación de un Colegio del tipo de los que en la ciudad de Trento se había dispuesto que hubiera en cada cabeza de obispado. Se fundó entre 1569 y 1572, lo que lo convierte en uno de los tres primeros que se erigieron en España. A mediados del siglo XX se decidió la construcción de un nuevo edificio, más amplio y adecuado a las nuevas necesidades. En él estudiaron importantes escritores como Xosé Crecente Vega, Antonio Noriega Varela, Xosé María Díaz Castro o Aquilino Iglesia Alvariño entre otros muchos.
- Ayuntamiento, edificio del siglo XVIII. Tiene un escudo de la ciudad en la fachada. Fue cuartel.
- Cuartel de la Guardia Civil antiguo pazo del siglo XVIII, con escudos. Actualmente es sede del "Centro comarcal da Mariña Central
- Cova do Rei Cintolo Antiquísima cueva que se encuentra en la localidad de Mondoñedo, sobre la que cuentan una historia sobre el rey Cintolo.
- Pazo de San Isidro. En lo alto del Couto de Outeiro, Parroquia del Carmen, declarado BIC con categoría de Monumento en junio de 2018. Fue sede de la "Torre Vieja" citada en los Documentos medievales; el arquitecto Diego Ibáñes Pacheco la trasformó en pazo en el siglo XVII y.  fue Convento de las M.M. Concepcionistas. Tiene 3 huertas, camino real y lavadero. El palomar es el más grande de la comarca.

## Símbolos
El escudo heráldico y la bandera que representan al municipio fueron rehabilitados oficialmente el 9 de diciembre de 1999. El blasón del escudo es el siguiente:

De gules (rojo), el cáliz de oro (amarillo), sumado de la Sagrada Forma de plata (blanco) y acompañado de siete cruces de los mismos, tres en cada flanco y una en la punta, ésta flanqueada de las letras M y O de oro. Al timbre, corona real cerrada.
Diario Oficial de Galicia nº 250 de 29 de diciembre de 1999

La descripción heráldica de la bandera es la siguiente:

Sobre paño rojo, el cáliz de amarillo, sumado de la Sagrada Forma de blanco y acompañado de seis cruces también de blanco, tres al asta y tres al batiente.
Diario Oficial de Galicia nº 250 de 29 de diciembre de 1999

## En la literatura
Aparece en la obra de Camilo José Cela "del Miño al Bidasoa" (capítulo tercero, subtítulo 8: "De Villalba a Mondoñedo, pasando por Abadin", y subtítulo 9: "El viejo Mondoñedo". Donde el vagabundo (caminante), va reflejando sus impresiones al pasar por Mondoñedo).

## Gastronomía
- Tarta de Mondoñedo

## Fiestas
- As San Lucas. Esta celebración tiene un origen incierto, probablemente fuese en el año 1156 cuando Alfonso VII concede a Mondoñedo el título de ciudad, cuando se empiezan a celebrar las fiestas en honor a San Lucas. En la antigüedad estas fiestas tenían una duración de quince días, actualmente, a pesar de que conservan el sabor medieval de las fiestas de antaño, duran entre cuatro y cinco días, siendo el día grande el 18 de octubre. Tiene su origen en una antigua feria tradicional que se remonta al siglo XIII. Es la segunda feria más antigua de España después de la de Medina del Campo.
- As Quendas, la primera noticia que se tiene de estas fiestas se remonta al siglo XVI. Se celebran los primeros días de mayo, coincidiendo con las Calendas Maias romanas.
- Os Remedios, primer domingo después del 8 de septiembre.
- Mercado Medieval. Una de las fiestas más esperadas por los mindonienses, se celebra el segundo fin de semana de agosto

## Centros educativos
- CEIP Álvaro Cunqueiro Mora
- IES San Rosendo
- Seminario Santa Catalina

## Ciudades hermanadas
- Tréguier (Francia)
- Ferrol (España)